# Troia
Troia est une commune de la province de Foggia dans les Pouilles en Italie.

## Histoire
Selon la légende, Aecae, le nom de Troia dans l'Antiquité, aurait été fondée par le héros grec Diomède, après son retour de la guerre de Troie.
Aecae est mentionnée par Polybe et Tite-Live lors de l'affrontement militaire entre Hannibal Barca et Quintus Fabius Maximus Verrucosus en Apulie et semblerait à l'instar d'autres cités des Pouilles s'être rangée du côté des Carthaginois après la bataille de Cannes. La cité est retournée dans le giron romain grâce à Fabius Maximus en 214, sans coup férir (Pol. iii. 88; Tit. xxiv. 20.). 
Le village fortifié qui constitue l'actuelle Troia a été fondé vers 1019 par le catépan byzantin Basil Boiannes, probablement sur le site de l'antique cité. 
Il représente un verrou stratégique d'une série de places fortes protégeant l'Italie du Sud et notamment l'accès de Bari par la Via Traiana. Il est peuplé par des lombards attirés par l'octroi de privilèges fiscaux, reçoit le statut de civitas en 1024 et un évêque de rite latin. 
En 1022, l'empereur Henri II prend la cité après quatre mois de siège puis l'abandonne peu après. Elle empêcha l'entrée des Normands dans la plaine d'Apulie mais tombe en 1048 aux mains d'Onfroi de Hauteville qui construit un castrum à Vaccarezza, puis soumise par Robert Guiscard en 1059, 1068, 1079 et 1082. Le 1er août 1098, elle est détruite par le feu. A l'instigation du pape Honorius II, elle se révolte à nouveau en 1127, contre Roger II de Sicile, nouveau seigneur après la mort de Guillaume d'Apulie. Les habitants détruisent la citadelle et fortifient la ville. Ils résistent jusqu'à la fin de 1129, traite avec le roi de Sicile mais se soulèvent une fois encore, trois ans plus tard, au prix d'un arasement totale de la cité et d'une déportation des habitants le 1er août 1133, mais récidivent en 1138.
Avant que son influence ne s'estompe au profit de Foggia, Troia est encore assiégée par l'empereur Frederic II.

## Monuments
Les nombreux trésors artistiques de Troia, font de cette ville médiévale l'une des plus intéressantes de l'Italie méridionale.

### Églises
- La cathédrale (bâtie en 1093 et terminée au XIIIe siècle) est l'une des plus belles de style roman des Pouilles avec des influences pisanes, byzantines et musulmanes. Elle possède une rosace à onze rayons, tout comme église Saint-Pierre-et-Saint-Paul de Précy-sur-oise. La rosace figurait sur les anciens billets de 5000 lires.
- Basilique de San Basilio (XIe siècle)
- Église de San Francesco, un exemple de l'art baroque
- Sanctuaire de la Madone Médiatrice

### Palais
- Palazzo dei principi D'Avalos
- Palazzo Varo
- Palazzo Siliceo
- Palais de l'Évêché
- Palais des Jésuites (XVIe siècle)

### Musées
- Musée municipal : ce musée est articulé en trois sections consacrées aux nombreuses découvertes gréco-romaines, aux découvertes archéologiques de l'époque paléochrétienne et à une intéressante collection de peintures d'art moderne pour la plupart signées par l'artiste Nicola Fiore.
- Musée diocésain : fondé en 1965, il est installé dans le couvent des Sœurs bénédictines du XVIIIe siècle. Il recueille des objets d'art sacré (peintures, statues et découvertes archéologiques) de 1200 à 1800.

## Administration
| Période                                  | Période     | Identité           | Étiquette     | Qualité |
| ---------------------------------------- | ----------- | ------------------ | ------------- | ------- |
| 26 mai 2014                              | 26 mai 2019 | Leonardo Cavalieri | liste civique |         |
| 26 mai 2019                              | En cours    | Leonardo Cavalieri | liste civique |         |
| Les données manquantes sont à compléter. |             |                    |               |         |

### Hameaux
Borgo Giardinetto 

### Communes limitrophes
Biccari, Castelluccio dei Sauri, Castelluccio Valmaggiore, Celle di San Vito, Foggia, Lucera, Orsara di Puglia

### Évolution démographique
Habitants recensés

## Personnalités liées à la ville
- Mario Beccia (1955-), coureur cycliste
- Antonio Salandra (1853-1931), homme politique